# Pipiltin
Pipiltzin (sg. Pilli) era a classe social nobre no Império Asteca. Eles estavam abaixo dos nobres dominantes na estrutura social da civilização e acima dos plebeus que alcançaram um status nobre devido a um feito extraordinário em guerras. Essas pessoas eram membros da nobreza hereditária e ocupavam posições no governo como embaixadores, ministros, militares e sacerdotes. As subclasses do pipiltzin eram: tlahtohcapilli (filho de tlahtoani), tecpilli ou teucpilli (filho de um teucli), tlazohpilli (filho de esposa legítima) e calpanpilli (filho de uma concubina).
Filhos do pipiltzin recebiam uma educação extensiva em preparação para o papel que desempenhariam em sua vida adulta. Eles eram enviados para o calmecac, que era o centro de ensino superior, para estudar a sabedoria antiga, bem como "formas elegantes de discurso, hinos antigos, poemas e relatos históricos, doutrinas religiosas, o calendário, astronomia, astrologia, preceitos legais e a arte do governo." O pipiltzin, no entanto, ajudou a aumentar as tensões sociais que atribuíam a fraquezas internas que levaram à queda do Império Asteca.

## Origem
Quando os astecas começaram a colonizar o que viria a se tornar sua terra natal, surgiu uma elite (a pipiltzin) que reivindicava descendência dos toltecas, o antigo império do México Central. A nova elite hereditária unificou os clãs que tinham sido o centro da vida asteca e abriu o caminho para um império conquistador. Algumas fontes descrevem os 'pipiltzin como a descendência de tlahtohqueh e teteuctin, que eram classes sociais diferentes dentro da nobreza reinante.
O nome desta classe social vem do povo pipil do oeste de El Salvador, pois são descendentes de pessoas toltecas que migraram e se estabeleceram na região. A autoridade e o prestígio dos pipiltzin eram baseados na crença de que eles descendiam dos fundadores migrantes originais dos astecas e de que vieram de um lugar mítico. Devido a esta herança, gozavam de privilégios, como a dispensação familiar especial e o uso de bens e moradias privilegiadas, que eram apropriados à sua condição.